# Helium-cadmiumlaser
Een helium-cadmiumlaser is een metaaldamplaser, waarbij het actief medium cadmium in helium is.
De laser wordt gepompt door een continue elektrische boogontlading doorheen helium. Het cadmium en het helium bevinden zich samen in een afgesloten buis met een spiegel en een straaldeler uit kwarts. Door de warmte van de ontlading in het helium verdampt het cadmium. Die cadmiumdamp vormt dan het eigenlijke actieve medium. De laser geeft ultraviolet licht. Toepassingen bevinden zich in meettechniek. De laser is net als de helium-neonlaser niet erg efficiënt, maar bovendien vanwege de damp minder betrouwbaar. Inderdaad: de damp slaat ook neer op de spiegels en op plaatsen vanwaar hij later niet gemakkelijk verdampt. Cadmium is giftig, een uitgediende helium-cadmiumlaser vormt dus gevaarlijk afval.